# Pabellón San Isidro
El Pabellón Municipal San Isidro (en valenciano: Pavelló Sant Isidre) es un pabellón de la ciudad de Valencia (España). Se encuentra en el barrio de San Isidro y es el lugar donde juega y entrena el Valencia Fútbol Sala.

## Historia
El pabellón fue fundado en el año 1995 y desde el año 2009 es la casa primer equipo del Valencia FS, las categorías inferiores del club ya jugaban aquí hace más tiempo.

## Instalaciones
Este pabellón ubicado en la zona sur de la ciudad de Valencia donde juega como local el Valencia FS. Esta instalación cuenta con una pista polideportiva que puede utilizarse para jugar al futbol sala, al balonmano y a hockey patines, aunque actualmente se utiliza únicamente para la práctica de futbol sala.
Cuenta también con una sala de actividad física y vestuarios.

## Eventos
Aquí desarrolla sus entrenamientos y partidos el Valencia FS.
Se disputan las ligasVFS ligas amateur de fútbol sala.